# 罗伯特·索洛
罗伯特·墨頓·索洛（英語：Robert Merton Solow，1924年8月23日—2023年12月21日），美国经济学家，以其新古典经济增长理论著称，并在1961年被授予美国经济学会授予青年经济学家的克拉克奖章和1987年诺贝尔经济学奖。

## 生平
索洛出生于纽约的布鲁克林，1942年到1945年服兵役，1951年获得哈佛大学博士学位。他的导师是研究投入产出模型著称的1973年诺贝尔奖得主瓦西里·列昂季耶夫。
2023年12月21日，索洛在馬塞諸塞州列克星敦的家中逝世，終年99歲。

## 學術貢獻
新古典主义经济增长模型由于索洛的开创性工作而称之为索洛模型，该模型是经济增长理论中不可或缺的内容。在索洛模型中，对经济总体的增长贡献被设定为由劳动、资本和技术进步三者组成，并假设边际生产递减的一次齐次的总生产函数、满足稻田条件、储蓄率一定，技术进步为外生等的条件。在此基础上得出了政府政策对于经济增长的作用是无效的结论。虽然其众多苛刻的假设条件和得出的政府政策无效论使人感觉消极，但在羅伊·哈羅德和埃弗塞·多马的极其不稳定的刀锋增长模型（哈罗德-多马模型）一直让人们担心资本主义社会中的经济增长，特别是长期增长是不稳定的当时，索洛模型提出的增本主义模式的资本积累过程从长期来讲将收敛于经济增长稳定状态（Steady state）的这一结论无疑是给关心经济增长问题的经济学界注入了一剂强心针。
索洛的开创性工作之后，许多在此基础上的扩充模型被不断提出。例如实际经济周期理论（Real Business Cycle Theory）就是在索洛模型基础上考虑最优消费问题的一个崭新的新古典派经济学基础理论。但是，这些模型基本上把技术进步视为某种外生的冲击，与80年代中后期产生的注重技术进步内生化的新经济增长模型（或内生经济增长模型）形成鲜明对照。
索洛曾在哥伦比亚大学执教，又于麻省理工学院任荣誉研究机构教授。

## 文献列表
- Solow, R.M., 1956, ``A Contribution to the Theory of Economic Growth," Quarterly Journal of Economics 70: 65-94.
- Solow, R.M., 1957, ``Technical Change and the Aggregate Production Function,," Review of Economics and Statistics 39: 312-320.